# Polen op het Eurovisiesongfestival 2009

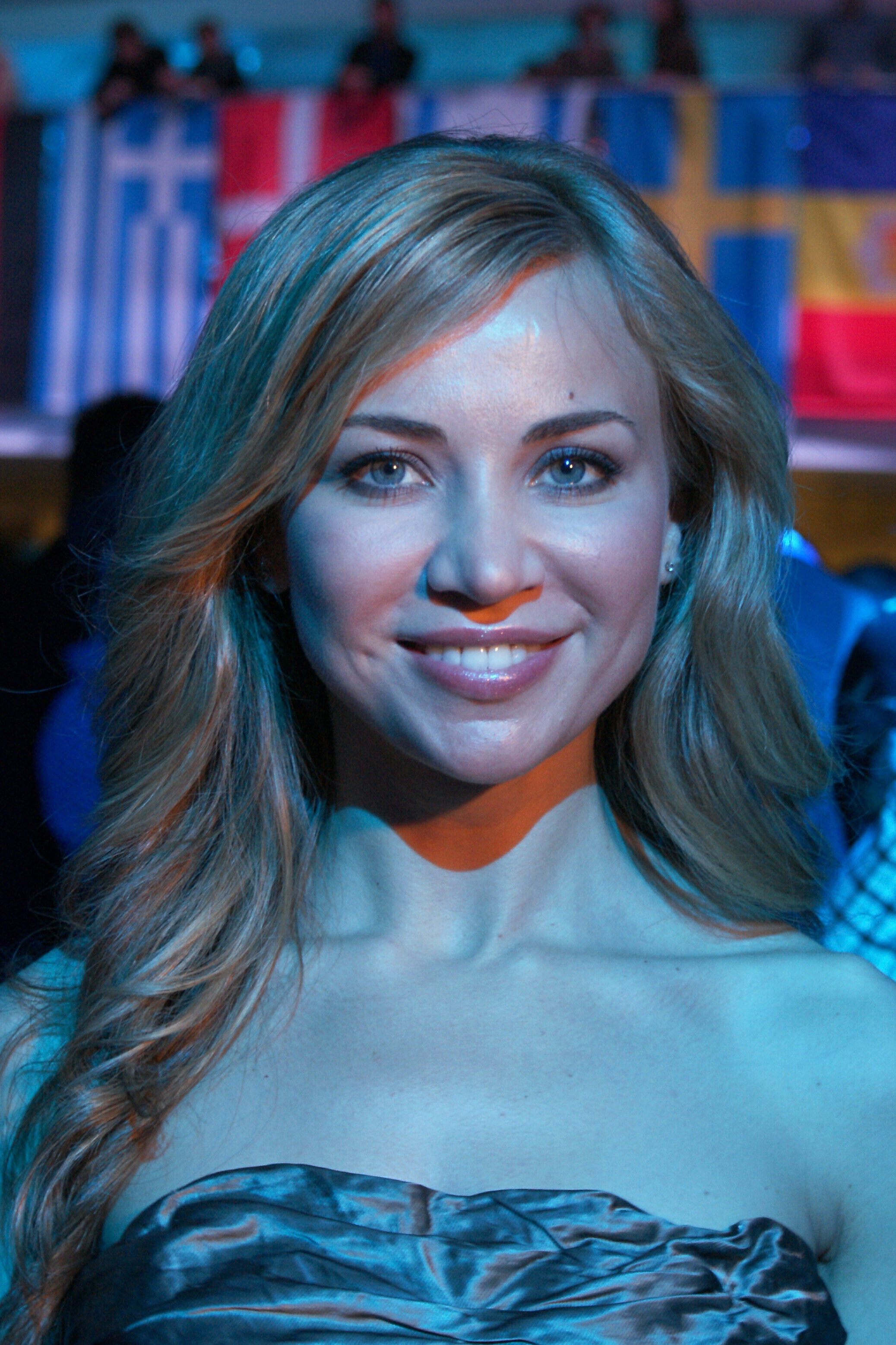
Poolse zangeres Lidia Kopania in Moscow (2009)

Polen nam deel aan het Eurovisiesongfestival 2009 in Moskou, Rusland. Het was de 14de deelname van het land op het Eurovisiesongfestival. De selectie verliep via een nationale finale. TVP was verantwoordelijk voor de Poolse bijdrage voor de editie van 2009.

## Selectieprocedure
Om de kandidaat te kiezen voor Polen op het festival koos men ervoor om deze via een nationale finale aan te duiden.
In totaal deden er 10 artiesten mee aan de finale.
De winnaar werd gekozen door de televoters thuis en een jury.

| Volgorde | Artiest                    | Lied                    | Jury | Televoting | Totaal | Plaats |
| -------- | -------------------------- | ----------------------- | ---- | ---------- | ------ | ------ |
| 1        | Stachursky                 | "I nie mów nic"         | 1    | 5          | 6      | 9      |
| 2        | Det Betales                | "Jacqueline"            | 3    | 1          | 4      | 10     |
| 3        | Man Meadow                 | "Love Is Gonna Get You" | 2    | 7          | 9      | 6      |
| 4        | Dali                       | "Everyday"              | 6    | 2          | 8      | 7      |
| 5        | IRA                        | "Dobry czas"            | 7    | 4          | 11     | 5      |
| 6        | Artur Chamski              | "Kilka słów"            | 5    | 8          | 13     | 4      |
| 7        | Marco Bocchino & Ola Szwed | "All My Life"           | 8    | 10         | 18     | 2      |
| 8        | Tigrita Project            | "Mon chocolat"          | 4    | 3          | 7      | 8      |
| 9        | Renton                     | "I'm Not Sure"          | 12   | 6          | 18     | 2      |
| 10       | Lidia Kopania              | "I Don't Wanna Leave"   | 10   | 12         | 22     | 1      |

## In Moskou
Op het festival zelf in Rusland moest Polen aantreden als 5de in de tweede halve finale, net na Servië en voor Noorwegen.
Op het einde van de avond bleek dat Polen op een 12de plaats was geëindigd met een totaal van 43 punten, wat niet genoeg was om de finale te behalen.
België zat in de andere halve finale en Nederland had 2 punten over voor deze inzending.

### Gekregen punten

#### Halve Finale 2
| 12 punten | 10 punten   | 8 punten                                       | 7 punten    | 6 punten                                |
| --------- | ----------- | ---------------------------------------------- | ----------- | --------------------------------------- |
|           | - Ierland   |                                                |             | - Albanië - Oekraïne                    |
| 5 punten  | 4 punten    | 3 punten                                       | 2 punten    | 1 punt                                  |
|           | - Frankrijk | - Denemarken - Litouwen - Noorwegen - Slovenië | - Nederland | - Azerbeidzjan - Griekenland - Moldavië |

### Punten gegeven door Polen

#### Halve Finale 2
Punten gegeven in de halve finale:
| 12 punten | Azerbeidzjan |
| 10 punten | Noorwegen    |
| 8 punten  | Estland      |
| 7 punten  | Oekraïne     |
| 6 punten  | Albanië      |
| 5 punten  | Moldavië     |
| 4 punten  | Litouwen     |
| 3 punten  | Ierland      |
| 2 punten  | Griekenland  |
| 1 punt    | Denemarken   |

#### Finale
Punten gegeven in de finale:
| 12 punten | Noorwegen           |
| 10 punten | Oekraïne            |
| 8 punten  | Estland             |
| 7 punten  | Denemarken          |
| 6 punten  | Azerbeidzjan        |
| 5 punten  | Moldavië            |
| 4 punten  | Verenigd Koninkrijk |
| 3 punten  | Rusland             |
| 2 punten  | Armenië             |
| 1 punt    | IJsland             |

| 12 punten | Denemarken          |
| 10 punten | Noorwegen           |
| 8 punten  | Oekraïne            |
| 7 punten  | Verenigd Koninkrijk |
| 6 punten  | Moldavië            |
| 5 punten  | IJsland             |
| 4 punten  | Estland             |
| 3 punten  | Duitsland           |
| 2 punten  | Rusland             |
| 1 punt    | Frankrijk           |

| 12 punten | Noorwegen           |
| 10 punten | Azerbeidzjan        |
| 8 punten  | Estland             |
| 7 punten  | Oekraïne            |
| 6 punten  | Armenië             |
| 5 punten  | Rusland             |
| 4 punten  | Albanië             |
| 3 punten  | Moldavië            |
| 2 punten  | Verenigd Koninkrijk |
| 1 punt    | IJsland             |

1994 · 1995 · 1996 · 1997 · 1998 · 1999 · 2000 · 2001 · 2002 · 2003 · 2004 · 2005 · 2006 · 2007 · 2008 · 2009 · 2010 · 2011 · 2012-2013 · 2014 · 2015 · 2016 · 2017 · 2018 · 2019 · 2020 · 2021 · 2022 · 2023 · 2024 · 2025